# Dreamer
Dreamer („Мечтател“ ) е сингъл на рок-групата Юръп от 1984. Това е третият сингъл в техния албум Wings for Tomorrow. Това е единственият им сингъл, пуснат в Япония.

## Състав
- Джоуи Темпест-вокал, клавир
- Джон Норъм-китари
- Джон Ливън-бас китара
- Тони Рино-барабани